# Brett Blizzard
Brett Blizzard, né le 12 juin 1980, à Tallahassee, en Floride, est un joueur américain, naturalisé italien, de basket-ball. Il évolue au poste d'arrière.

## Palmarès
- EuroChallenge 2009
- Joueur de l'année de la Colonial Athletic Association 2002, 2003
- First-team All-CAA 2000, 2001, 2002, 2003
- Rookie de l'année CAA 2000
- MVP du tournoi CAA 2000, 2002, 2003